# Eugène Villon
Eugène Villon né à La Haye le 26 décembre 1879 et mort à Caluire le 7 novembre 1951 est un peintre et graveur français.

## Biographie

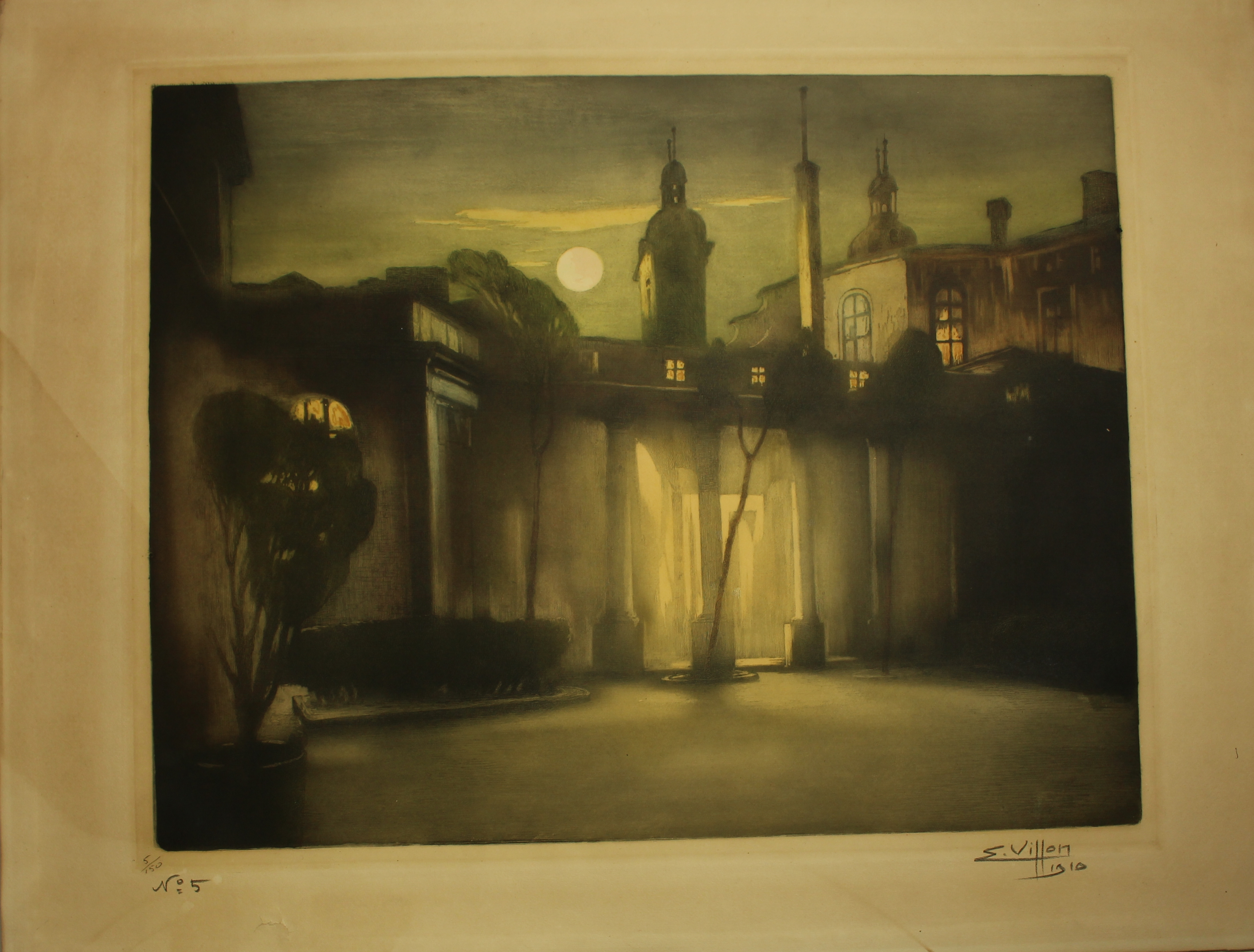
Cour des cuisines au crépuscule de l'Hôtel Dieu de Lyon (1910), gravure, musée des Hospices civils de Lyon.

Né à La Haye d’un père français et d’une mère hollandaise, Eugène Villon vit d’abord en Hollande où il étudie la peinture et le dessin. Avec sa mère, ils s'installent ensuite à Nice où il suit l’enseignement d’Auguste Clément Herst à l’école des beaux-arts. Pétri de l’école flamande et élève doué, il obtient sa première commande en 1895 avec la décoration murale du Grand Théâtre de Genève.
Il s’installe à Lyon vers 1900, fait de la retouche photographique puis se fait remarquer chez Arnaud, lorsqu’il crée la série des menus de la Bénédictine. Il s'adonne également à l'aquarelle. Il met au point un procédé d’exécution qui lui permet de donner à ses œuvres de peinture à l’eau la puissance de l’huile. Eugène Villon fait de l'aquarelle sa matière ; il sait maîtriser les effets, retrouve les transparences.
Il séjourne au Maghreb où il s'illustre dans l'évocation des souks et mosquées. Avec les traits et le rictus complice du Vieil Arabe, et les traits racés et ombrés de la jeune Nord-dévoilée, Villon dépasse les simples apparences.
Eugène Villon est connu à Lyon mais aussi dans les nombreuses villes d'Europe où il se rend pour travailler : Amsterdam, Bruxelles, Bruges, Strasbourg, Venise, Nice. Il se rend aussi en Afrique du Nord ainsi que dans de nombreuses régions : La Bretagne, la Corse, le Midi, la Savoie et l'Auvergne.
En 1908, le sous-secrétaire d'État Étienne Dujardin-Beaumetz lui achète quelques œuvres au Salon d'automne de Lyon. Très apprécié, il expose régulièrement à la Société lyonnaise des beaux-arts (SLBA) dont il devient membre du jury de 1913 à 1945. En 1926, il entre au comité d’administration de la SLBA et en devient vice-président en 1939 jusqu’en 1944. Comme de nombreux artistes lyonnais, Eugène Villon part aussi pour Paris où il expose pour la première fois au Salon des artistes français en 1907, dont il devient membre associé.
Il est membre de la Société des peintres orientalistes français où il expose de 1910 à 1943. Eugène Villon, officier de l'Instruction publique et officier d'Académie, est nommé chevalier de la Légion d’honneur en 1937. Cette décoration lui est remise par le président Albert Lebrun. La critique peut alors écrire sous la plume de J. Etievant : « Je ne crois pas qu’un artiste soit à ce point aussi près que lui de la maîtrise absolue et de la perfection[réf. nécessaire] ».
Sa rencontre avec Antoine Barbier fut décisive car elle aboutit à la création de la Société des aquarellistes lyonnais en 1934.
Il meurt à Caluire-et-Cuire le 7 novembre 1951, laissant un œuvre fait de peintures, aquarelles, gravures et dessins.

## Œuvres
- Arbois, musée Sarret de Grozon :
  - La Rue de Bourgogne à Arbois, 1925, aquarelle[1] ;
  - Portrait de Pointelin à 90 ans, 1925, pastel sur papier[2].
- Lyon, musée des Hospices civils : Cour des cuisines au crépuscule de l'Hôtel Dieu de Lyon, 1910, estampe en culeurs, 42 × 53 cm.
- Localisation inconnue :
  - Les Terrasses d'Alger, aquarelle[3].
  - Marabout dans le bois sacré de Blida[4], aquarelle[3].
  - Vieil Homme Mangeant Sa Soupe, 1924.

## Élèves
- Hubert Gaillard